# 湯姆·克里斯滕森
湯姆·克里斯滕森 (Tom Kristensen，1967年7月7日-) 是一位丹麦赛车手，他获得过1997、2000、2001、2002、2003、2004、2005、2008和2013年共计九次法国勒芒24小时耐力赛冠军，是夺冠次数最多的车手。他被认为是最伟大的勒芒耐力赛车手之一，绰号为"Mr. Le Mans"。此外，他还获得过六次赛百灵12小时耐力赛冠军，保持着该项荣誉的次数记录。
2014年8月，他被丹麦女王授予“爵士”荣誉。